# Anochetus katonae
Anochetus katonae es una especie de hormiga carnívora del género Anochetus, categorizada en la tribu Ponerini, de la subfamilia Ponerinae. Fue descrita por Forel en 1907.

## Distribución
Se distribuye por África: Camerún, República Centroafricana, República Democrática del Congo, Gabón, Ghana, Guinea, Costa de Marfil, Kenia, Mozambique, Nigeria, Ruanda, Senegal, Sudáfrica, Tanzania y Uganda.

## Hábitat
Habita en la selva tropical, bosque lluvioso, perturbado, primario y húmedo tropical, en la hojarasca, la madera podrida y debajo de piedras. Se ha encontrado a elevaciones de 5 hasta 2500 m s. n. m.